# 28531 Nikbogdanov
28531 Nikbogdanov este un asteroid din centura principală de asteroizi.

## Descriere
28531 Nikbogdanov este un asteroid din centura principală de asteroizi. A fost descoperit pe 29 februarie 2000 la Socorro, New Mexico, în cadrul proiectului LINEAR. Asteroidul prezintă o orbită caracterizată de o semiaxă mare de 2,47 ua, o excentricitate de 0,18 și o înclinație de 3,4° în raport cu ecliptica.